# Королевская полиция Ольстера
Королевская полиция Ольстера (англ. Royal Ulster Constabulary), также известная как Королевская Ольстерская полиция — правоохранительный орган Северной Ирландии, действовавший с 1922 по 2001 годы и подчинявшийся британскому Хоум-офису, с 2000 года после награждения Георгиевским крестом полностью называется Королевская полиция Ольстера Георгиевского креста (англ. Royal Ulster Constabulary, GC).
Полиция была основана 1 июня 1922 как правопреемница Королевской ирландской полиции, расформированной после провозглашения независимости Республики Ирландия. Максимальная численность сотрудников составляла 8500 человек при наличии ещё 4500 в резерве. Полиция участвовала в урегулировании вооружённого конфликта в Северной Ирландии: в ходе перестрелок с боевиками Ирландской республиканской армии (в основном её «временного» крыла) погибло 319 полицейских и более 9 тысяч были ранены или покалечены. К 1983 году именно Королевская полиция Ольстера считалась одним из наиболее лучших полицейских подразделений мира, которая часто сотрудничала с британскими спецслужбами в планах выполнения секретных операций. С 2001 года обязанности по поддержанию порядка в Северной Ирландии и борьбе с преступностью возложены на Полицейскую службу Северной Ирландии, чьё формирование велось согласно Акту о Полиции Северной Ирландии 2000 года.
Из 55 человек, убитых полицейскими к 1983 году, 28 были гражданскими и 27 — экстремистами или террористами. Это зачастую вызывало обвинения в адрес полицейских, которые не стеснялись сотрудничать с ольстерскими лоялистами. Эти обвинения привели к тому, что Полицейский омбудсмен по Северной Ирландии баронесса Нуала О’Лоан приказала провести несколько расследований. Доклад полиции шокировал: был зафиксирован как минимум 31 случай участия полицейских в операциях лоялистских террористов, в том числе в убийстве Рэймонда Маккорда, но никто из сотрудников не был привлечён к ответственности. Баронесса О’Лоан настаивала, что все так называемые «случайные смерти» могли быть подстроены и сотрудниками Королевской полиции Ольстера.

## История

### Образование
Согласно Статье 60 Акта о правительстве Ирландии от 1920 года, правопорядок в Северной Ирландии обеспечивался силами Королевской ирландской полиции. 31 января 1921 первый Министр внутренних дел Северной Ирландии Ричард Доусон Бейтс образовал комитет по расследованиям при полиции Северной Ирландии, который должен был оказать помощь в решении вопроса о формировании новых полицейских сил (а именно решить вопросы вербовки и условий службы, состава, силы и стоимости).
28 марта 1922 был опубликован промежуточный отчёт — первый официальный отчёт нового Парламента Северной Ирландии, который был одобрен Правительством Северной Ирландии. Через месяц, 29 апреля 1922 король Георг V присвоил имя новому полицейскому подразделению — Королевская полиция Ольстера. В мае того же года североирландский Парламент принял Акт о полиции, вступивший в силу 1 июня. Штаб-квартирой полиции утвердили здание Атлантик на Уоринг-стрит в Белфасте, и тогда же был назначен генеральный инспектор. Униформа полиции была тёмно-зелёной, как и у Королевской ирландской полиции (по сравнению с тёмно-синей британской полицейской формой; та же тёмно-синяя была у ирландской полиции). Была предложена кокарда в виде Красной руки на кресте Святого Георга, поддерживаемой цепью, но эту идею отвергли и утвердили кокарду с арфой и короной с Ордена Святого Патрика, как у Королевской ирландской полиции.
Изначально Королевская полиция Ольстера играла двойную роль, чего не было у других полицейских частей Великобритании: она одновременно выполняла обязанности по поддержанию порядка в Северной Ирландии, как и правоохранительные органы во всех странах, но и при этом вела борьбу с вооружённой оппозицией в лице остатков Ирландской республиканской армии. Для этого весь личный состав полиции был хорошо вооружён. Численность их не превышала 3 тысячи человек: одну треть составляли католики, две трети —— протестанты (что соответствовало примерному соотношению католиков и протестантов в регионе). Достаточно быстро первые две тысячи мест были заполнены, причём католиками были бывшие королевские ирландские полицейские, бежавшие на север. Не желая привлекать слишком много католиков в свои ряды, которых расценивали как потенциальных перебежчиков и антиюнионистов, руководство полиции вскоре отменило эту квоту. В результате доля полицейских-католиков перестала превышать отметку в 20 % и к 1960-м годам снизилась до 12 %.
Поддержку Королевской полиции Ольстера оказывала Специальная полиция Ольстера — добровольческое вспомогательное полицейское формирование, образованное ещё до создания правительства Северной Ирландии, в котором уже были утверждены униформа и правила обучения. Генеральный инспектор, начальник полиции Ольстера, назначался губернатором Северной Ирландии и отчитывался лично перед Министром внутренних дел Северной Ирландии для поддержания закона и порядка.

### Ранние годы
Двуполярная политическая система в Северной Ирландии стала причиной начавшегося кровопролития на политической и религиозной почве. В 1920-е годы в Северной Ирландии царило полное беззаконие, с которым было тяжело справиться даже полиции. В феврале 1923 года окружной инспектор Р. Р. Спирс доложил о первых серьёзных проблемах; так, о ситуации в Белфасте с июля 1921 года он писал:

В течение следующих 12 месяцев после этого город был в смятении. ИРА несла ответственность за огромное количество убийств, взрывов, перестрелок и поджогов. Работа полиции против них, однако, была сильно осложнена тем, что асоциальные элементы из протестантской общины специально вмешивались в волнения, отвечали на убийство убийством и переняли во многом тактику повстанцев. Стремясь расправиться одновременно со всеми враждующими группировками, полиция практически ничего не добилась своими усилиями. Они были совершенно не в состоянии сдерживать одну сторону, воюя с другой.
Оригинальный текст (англ.)For twelve months after that, the city was in a state of turmoil. The IRA (Irish Republican Army) was responsible for an enormous number of murders, bombings, shootings and incendiary fires. The work of the police against them was, however, greatly hampered by the fact that the rough element on the Protestant side entered thoroughly into the disturbances, met murder with murder and adopted in many respects the tactics of the rebel gunmen. In the endeavour to cope simultaneously with the warring factions the police efforts were practically nullified. They were quite unable to rely on the restraint of one party while they dealt with the other.

С 1920 по 1922 годы 90 полицейских были убиты в Северной Ирландии. В дело вовлекли службы безопасности, но никаких действий не было предпринято в ответ на террор католиков — в особенности на убийствах в доме Макмэхона 26 марта 1922 (убийство шести католиков) и на Арнон-стрит 1 апреля 1922 (шесть католиков убиты в знак мести за гибель полицейского от рук ИРА). Небольшая передышка пришла к середине десятилетия: Северная Ирландия не сотрясалась каждый день от междоусобиц, и так продолжалось около 45 лет. Уровень преступности снизился по сравнению с другими частями Великобритании, а профессионализм полиции повысился.
В 1920-е и 1930-е годы предпосылки и непосредственно события Великой депрессии сильно ударили по Северной Ирландии: текстильные и кораблестроительные предприятия оказались на грани разорения, что привело к скачку безработицы. В 1932 году в Белфасте начались беспорядки в знак протеста против Закона о малообеспеченных, что привело к появлению угрозы настоящего бунта. После роста числа автомобилей в стране 1 января 1930 был образован транспортный отдел Королевской полиции Ольстера, а в 1936 году в Эннискиллене открылся полицейский участок, и на сумму в 800 тысяч фунтов стерлингов были возведены 196 полицейских казарм по стране путём реставрирования или перестраивания 224 помещений бывшей Королевской ирландской полиции. С мая 1937 года на полицейских участках появились первые лампы из белого стекла с эмблемой полиции, а Отдел уголовного розыска был значительно расширен: в каждом из пяти полицейских округов Белфаста руководителем уголовного розыска был старший констебль. В 1930-е годы полицейским приходилось вступать в незначительные стычки с остатками ИРА.
В 1937 году по случаю визита короля Георга VI и королевы Елизаветы ИРА устроила несколько терактов, взорвав ряд постов, а через два года начала претворять так называемый «план S», рассчитывая на то, что Германия отвлечёт Великобританию военными действиями в Европе. 25 августа 1939 года этому плану ИРА был положен конец благодаря оперативному вмешательству полиции. В военные годы обязанности полиции расширились: несмотря на то, что Ирландия заявила о своём нейтралитете, через границу могли пробраться немецкие диверсанты из абвера, коих поддерживала ИРА; к тому же контрабандисты стали чаще пересекать границу, и полицейские стали фактически выполнят обязанности всей таможни. Действовали многочисленные законы военного времени, среди которых наставления выключать свет в домах и не включать без причины фары автотранспорта, охранять отделения почты и филиалы банков, а также следить за движением транспорта и расходом топлива. Тем не менее, полицейским запрещалось покидать территорию Северной Ирландии, поскольку борьба с контрабандистами должна была защитить тыл от возможных диверсий. Тогда же заговорили о назначении женщин в полицию. Министерство внутренних дел дало добро на приём первых женщин 16 апреля 1943: с 15 ноября службу начали шесть девушек. Уже после войны началось наведение порядка в структуре полиции, прерванное пограничной кампанией ИРА в 1957—1962 годах: тогда погибли семь офицеров. В 1960-е годы реструктуризация была завершена: новая штаб-квартира была открыта в Ноке (Белфаст), а ряд казарм в деревнях был закрыт. С 1967 года начала действие 42-часовая рабочая неделя.

### Конфликт в Северной Ирландии

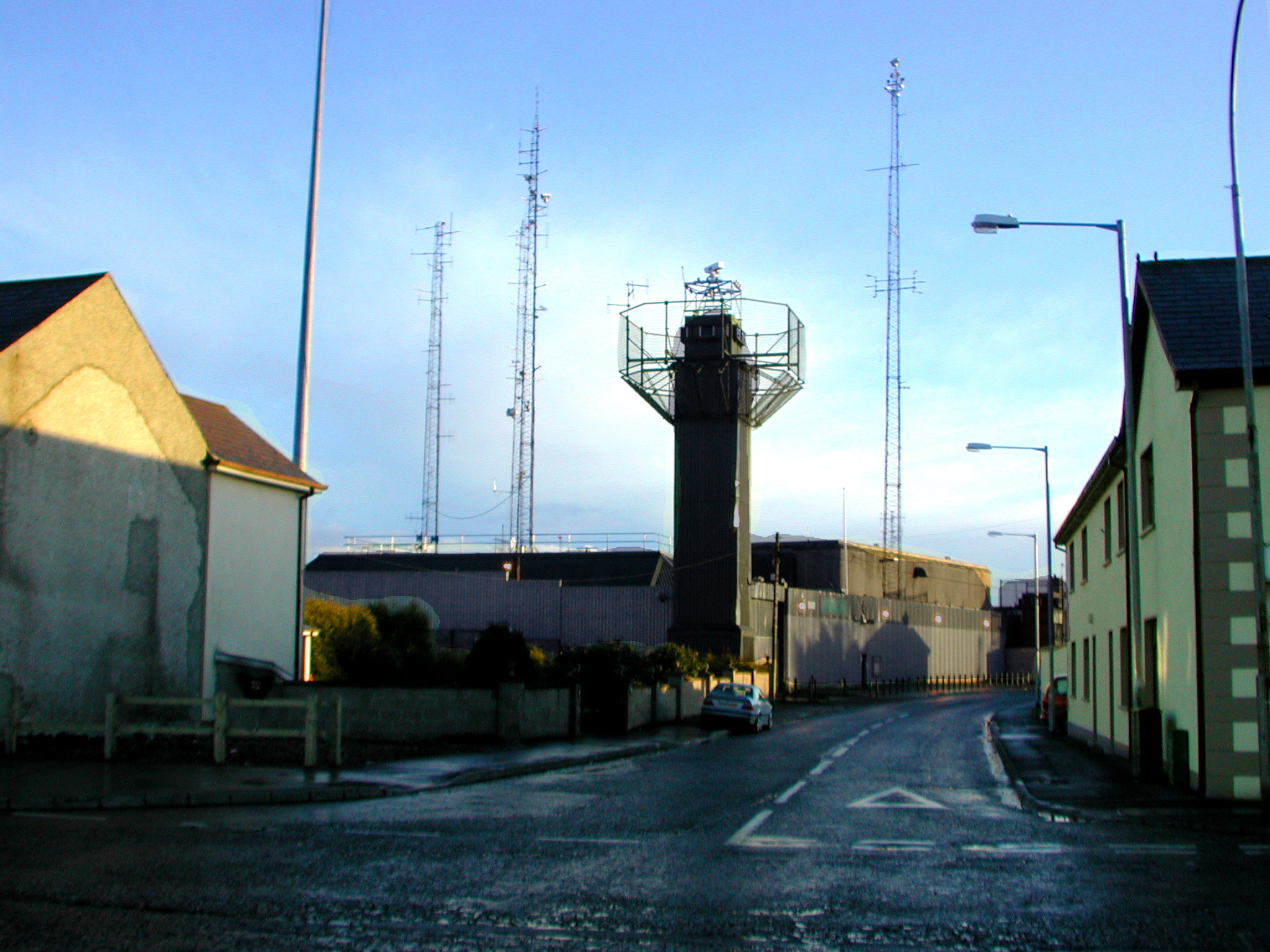
Участок Королевской полиции Ольстера в Кроссмаглене

В 1960-е годы начались протесты католиков против дискриминации протестантами, кульминацией которых стала схватка за Богсайд. Это положило начало конфликту в Северной Ирландии. Полиция вынуждена была разгонять тех, кто протестовал против джерримендеринга, навязываемого протестантами, а Парламент Северной Ирландии запрещал любые массовые мероприятия, организуемые по инициативе Североирландской ассоциации гражданских прав. Специальная полиция Ольстера также была вовлечена в разгон манифестантов: националисты обвиняли её в дискредитации католической общины гораздо чаще, чем обычный корпус Королевской полиции Ольстера. В августе 1969 года по всей стране начались беспорядки, и в Северную Ирландию в рамках операции «Знамя» ввели Британские войска, к которым изначально католики относились более лояльно, чем к полиции и спецслужбам. Однако после схватки за Фоллз доверие к армии тоже было утрачено, поскольку и солдаты выступали на стороне протестантов.

### Реформирование
Высокий уровень социальной напряжённости вызвал необходимость в проведении расследований. Распоряжение об этом отдал лорд Скармен, предоставивший отчёт в ноябре 1981 года. После этого министр внутренних дел Великобритании Джеймс Каллаган вызвал к себе бригадира Джона Ханта для консультаций, позднее к обсуждению присоединились также сэр Роберт Марк, комиссар Службы столичной полиции, и сэр Джеймс Робертсон, главный констебль полиции города Глазго. 3 октября 1969 был опубликован отчёт Ханта, многие пункты которого начали сразу же претворять в жизнь. Целью была полная реорганизация Королевской полиции Ольстера с модернизацией полицейских подразделений и выведении их на один уровень с иными полицейскими подразделениями Великобритании. Для этого планировалось внедрить британские полицейские звания в ольстерскую полицию, создать 12 полицейских дивизий и 39 субдивизий, упразднить Специальную полицию Ольстера и создать единое полицейское руководство, представляющее все части североирландского общества.
Каллаган, позднее ставший премьер-министром, обратился к комиссару Полиции Лондонского Сити сэру Артуру Янгу с просьбой остаться на должности ещё на один год. Деятельность Янга положила начало процессу преобразования Королевской полиции Ольстера в британскую полицейскую службу. Резерв Ольстерской полиции стал вспомогательным полицейским подразделением, а все воинские обязанности были возложены на Ольстерский оборонный полк. Каллаган остановил свой выбор на Янге, поскольку никто не мог из других руководителей полиции разбираться в тонкостях нестабильного общества и при этом обладать большим опытом. С 1943 по 1945 годы Янг отвечал за общественную безопасность в военной администрации оккупированной союзниками Италии, а затем работал в МЧС Малайской федерации и в Британской Кении во время восстания мау-мау.

### Первые смерти
В июле 1969 года был зафиксирован первый случай гибели гражданского от рук полиции. 67-летний католик Фрэнсис Макклоски (англ. Francis McCloskey) был найден без сознания 13 июля у Оранж-холла в Дангивене после того, как полиция разогнала при помощи дубинок толпу, швырявшуюся камнями. Свидетели утверждали, что полицейские избили палками Макклоски, хотя полиция официально заявляла, что Макклоски уже был без сознания на момент своего нахождения. Его госпитализировали, но пострадавший скончался на следующий день.
11 октября 1969 полиция понесла первую потерю: констебль Виктор Орбакл (англ. Victor Arbuckle) был застрелен на Шенкилл-роуд лоялистами, которые устроили акцию протеста против реализации пунктов отчёта Ханта. В августе 1970 года в Кроссмэглене, поддерживавшем ИРА, в результате взрыва автомобиля погибли находившиеся в нём констебли Дональдсон и Миллар. Ответственность за взрывы взяло на себя «временное» крыло ИРА, и это были первые констебли Ольстерской полиции, погибшие от рук ирландских террористов. В ходе дальнейшего конфликта «временные» ирландские боевики не брезговали нападать на патрули ольстерских полицейских вплоть до окончательного прекращения огня в 1977 году. Последним из полицейских был убит католик Фрэнсис О’Райли, погибший от рук лоялистов в сентябре 1998 года во время конфликта в Драмкри.

### Последующие годы
В марте 1972 года Исполнительный Комитет при Тайном Совете Северной Ирландии подал в отставку, а парламент прекратил фактически свою работу. Северная Ирландия перешла под прямое управление из Вестминстера, а представителем королевской власти стал Государственный секретарь Северной Ирландии, в список чьих полномочий вошло и управление службами безопасности и правопорядка. С середины 1970-х годов британская политика поддержки юнионистов в Северной Ирландии привела к повышению важности роли Королевской полиции Ольстера в разрешении конфликта. Число потерь резко возросло со стороны ирландских боевиков: к концу 1982 года было ликвидировано большое количество боевиков ИНОА силами Ольстерской полиции. Это привело к тому, что в полиции была фактически узаконена политика стрельбы на поражение. В сентябре 1983 года по обвинению в организации серии умышленных убийств были арестованы четыре офицера. Суд оправдал их, однако правительство Великобритании инициировало процесс повторного расследования убийств. В мае 1986 года сэр Джон Хермон, главный констебль, обвинил публично политиков-юнионистов в сотрудничестве с полувоенными формировании.
Недовольство Англо-ирландским соглашением, подписанным в 1985 году, привело к очередному витку насилия в Северной Ирландии: лоялисты разгромили в 1980-е годы более 500 домов, принадлежавших католикам. В результате этого семьи более чем 150 сотрудников полиции вынуждены были съезжать. В 1998 году главный констебль Ронни Фланаган в интервью рассказал, что был недоволен наличием лоялистов в штате своих сотрудников (в том числе и сторонников Оранжевого ордена). Официально Королевская полиция Ольстера отказывалась давать какие-то комментарии по этому поводу, но при этом в Почётном списке Ордена (списке погибших членов Ордена) значатся 39 полицейских. Несколько раз численность личного состава полиции возрастала: максимальная численность составляла 8,5 тысяч человек офицеров на постоянной службе при 5 тысячах полицейских в резерве. По численности тем самым Королевская полиция Ольстера уступала только полиции Лондона. Управление осуществлялось в лице главного констебля (шеф-констебля), которому помогали два заместителя и девять помощников. Территория Северной Ирландии была разделена на 12 полицейских дивизий и 39 суб-дивизий, а звания Королевской полиции Ольстера, условия службы и заработная плата были равноценны и сопоставимы с аналогичными в иных британских полицейских подразделениях.

## Деятельность в разделённом обществе
Работа полиции в разделённом религиозными и политическими противоречиями обществе Северной Ирландии была очень тяжёлой. В глазах ольстерских протестантов существовавшее государство было полноправным, полноценным и законным, как и его институты, парламент, полицейские подразделения и власть британской короны. Ирландские католики считали правившую власть оккупационной и верили, что разделённая Ирландия вскоре снова воссоединится. Многие из католиков не приняли новую власть и отказывались сотрудничать, обвиняя Специальную полицию Ольстера в дискриминации и преследовании католического населения, и продолжали верить в то, что Северная Ирландия присоединиться к Республике Ирландии в недалёком будущем. Боязнь расправ со стороны протестантов и недоверие к новым властям в расколотом обществе вынудило католиков отказаться от работы в государственных учреждениях и тем более в полиции. Со слов главы Ольстерской юнионистской партии Дэвида Тримбла, Северная Ирландия была домом для унионистов, однако католики в этом доме чувствовали себя неуютно и попросту решили его сжечь дотла.
В августе 1922 года Доусон Бэйтс предоставил специальное разрешение Оранжевому ордену на преобразование Оранжевой ложи в Королевскую полицию Ольстера, а в апреле 1923 года выступил на первом собрании полиции. В 1924 году окружной инспектор Джон Уильям Никсон, подозреваемый в убийствах католиков, был отстранён от деятельности после того, как распространились слухи о его речах в Оранжевом ордене, разжигавших межрелигиозную ненависть. В 1936 году было проведено расследование Национальным советом по гражданским свободам, результатом которого стало заключение, что правительство само оказывает влияние на полицию и степень её допустимого вмешательства в дела Оранжевого ордена и его сторонников.
4 апреля 1922 Королевская ирландская полиция была расформирована, а спустя три дня в силу вступил Акт о гражданских властях в Северной Ирландии. Белфастское правительство, которому по закону запрещалось создавать воинские части или управлять ими, назначило генерал-майора Фредерика Солли-Флуда своим военным советником. Численность Королевской полиции Ольстера при первом формировании составляла 3 тысячи человек при 2 тысячах бывших полицейских Королевской ирландской полиции и 1 тысячи специалистов класса A. Половина бывших служащих Королевской ирландской полиции были католиками (одна третья от всего личного состава полиции Ольстера), но значительная часть католиков не решилась продолжить службу в новом формировании. Равновесие пришлось сохранять за счёт специалистов класса A, которые были отдельной силой.
От вступления в Королевскую полицию Ольстера католиков отговаривали политики-республиканцы и деятели Римско-католической церкви. Член парламента от Социал-демократической и лейбористской партии Шеймус Маллон, который позднее был заместителем Первого министра Северной Ирландии, называл полицию Ольстера «протестантской на 97 % и унионистской на все 100 %». Впрочем, католики всё же прибывали в полицию, несмотря на значительное снижение их доли: таковыми стали беглецы из Ирландского свободного государства, уставшие от войны и не принявшие власть республиканцев.
Наиболее известными католиками в рядах полиции стали главный констебль (и единственный католик, занимавший такую должность) сэр Джеймс Фланаган, переживший покушение боевиков ИРА; заместитель главного констебля Майкл Макэтэмни, помощник главного констебля Кэтал Рэмси, главный суперинтендант Фрэнк Лэган, суперинтенданты Кевин Бенедикт Ши и Брендан Макгиген. В декабре 1997 года газета The Independent опубликовала рассекреченный документ, в котором утверждалось, что треть от католиков в рядах полиции дискриминировались протестантами и получали от них ещё и угрозы.

## Потери
Согласно книге «Тонкая зелёная линия — История Королевской полиции Ольстера Георгиевского креста» (англ. The Thin Green Line - The History of the Royal Ulster Constabulary GC), написанной офицером запаса Ричардом Дохерти, за всю историю существования полиции 314 её служащих погибли и более 9 тысячи были ранены. 302 человека погибли во время конфликта в Северной Ирландии, из них 277 были убиты ирландскими республиканцами. По данным Интернет-архива конфликта в Северной Ирландии, существующего при Ольстерском университете, жертвами стали 319 офицеров полиции.
Самой крупной потерей за раз стала гибель девять офицеров полиции во время битвы в казармах Ньюри: боевики «временного» крыла Ирландской республиканской армии 28 февраля 1985 из самодельного миномёта обстреляли полицейский участок, но попали всего один раз (в ходе нападения были ранены ещё 37 человек). Наиболее высокопоставленными сотрудниками Королевской полиции, погибшими во время конфликта, стали главный суперинтендант Гарри Брин и суперинтендант Роберт Бакэнэн, которых 20 марта 1989 из засады расстреляли боевики Южно-Арманской бригады ИРА. 4 декабря 2013 в отчёте судьи Питера Смитуика на так называемом Смитуикском трибунале выяснилось, что информацию о передвижении ольстерских полицейских боевикам ИРА передала ирландская полиция, которую также обвинили в соучастии в убийстве. Последним полицейским Ольстера, погибшим в конфликте, стал Фрэнсис О’Райли, который, по иронии судьбы, был католиком и стал жертвой нападения группировки «Защитники Красной Руки» в Портадауне во время конфликта в Драмкри: 6 октября 1998 он умер от ранений, полученных в результате взрыва бомбы.

## Критика

### Нарушение прав ребёнка

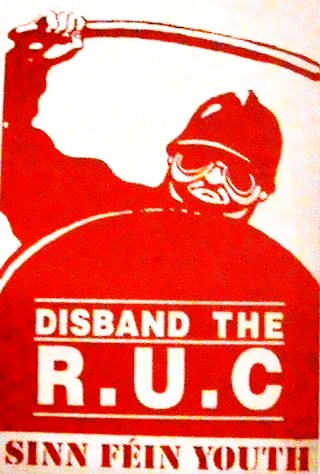
Плакат молодёжного крыла партии «Шинн Фейн» с призывом «Распустите Королевскую Ольстерскую полицию»

1 июля 1992 правозащитная организация Human Rights Watch опубликовала отчёт, в котором обвинила Королевскую полицию Ольстера и полувоенные формирования в грубом нарушении прав детей во время вооружённого конфликта в Северной Ирландии: полицейскими избивались дети-католики и дети-протестанты, которых ещё и заставляли подписывать фальшивые признания в совершении преступлений. В заключении говорилось следующее:

Офицеры полиции и солдаты преследуют молодых людей на улице, избивая их, пиная и оскорбляя. Полицейские офицеры в центрах допроса оскорбляют, издеваются и угрожают молодёжи, а иногда и наносят физические увечья. Детей запирают в камерах заключения для взрослых и тюрьмах с ужасными условиями. Хельсинкская группа слышала десятки историй от детей, родителей, юристов, юных рабочих и политических лидеров о том, как детей останавливают на улицах, бьют, пинают полицейские и солдаты снова и снова. А 17-летние рассказывают Хельсинкской группе о случаях побоев во время допросов в полиции.
Оригинальный текст (англ.)Police officers and soldiers harass young people on the street hitting, kicking and insulting them. Police officers in interrogation centres insult, trick and threaten youngsters and sometimes physically assault them. Children are locked up in adult detention centres and prisons in shameful conditions. Helsinki Watch heard dozens of stories from children, their parents, lawyers, youth workers and political leaders of children being stopped on the street and hit, kicked and abused again and again by police and soldiers. And seventeen-year-olds told Human Rights Watch Helsinki of severe beatings in detention during interrogations by police.

### Отчёт Паттена
В 1998 году было подписано Белфастское соглашение о полной реорганизации североирландского общества, правительства и избирательной системы, в том числе и правоохранительных органов. Последовавшее возвращение католиков, республиканцев и обычных националистов в ряды Королевской Ольстерской полиции стало основанием для написания отчёта по проделанной работе, автором которого стал Крис Паттен, бывший губернатор Гонконга и министр Консервативной партии в правительстве Маргарет Тэтчер. Отчёт был опубликован в сентябре 1999 года и содержал рекомендации, в числе которых была рекомендация распустить Королевскую полицию Ольстера, заменить её новой полицейской службой, убедить католиков вступить в новый орган охраны порядка и ввести новые кокарды и символы полиции. В ноябре 2001 года после расформирования Королевской полиции была создана Полицейская служба Северной Ирландии согласно плану выполнения рекомендаций в отчёте. В официальном названии полицейской службы уже не было упоминания о королевской власти, а на кокарде присутствовали корона, арфа и трилистник как символ конфессионального и национального примирения

### Сотрудничество с лоялистами
В течение всего конфликта в Северной Ирландии сотрудники Королевской полиции так или иначе сотрудничали с ольстерскими военизированными организациями, придерживавшимися лоялистской идеологии. В 1973 году капитан Британской армии Колин Уоллес, специализировавшийся на психологических операциях, провёл независимое расследование, в ходе которого заключил, что лоялистская антикатолическая организация «Тара», лидером которой был Уильям Макграт, могла тайно сотрудничать с Королевской полицией Ольстера. В частности, в обмен на предоставление сведений о членах ИРА группировка даже получала оружие от Королевской полиции, которое, в свою очередь, полицейским сдавали гражданские.

#### Специальная патрульная группа
В конце 1960-х в составе Королевской полиции была сформирована Специальная патрульная группа как Полицейские резервные силы, но затем получила новое наименование, поскольку её цели стали уже отличаться от резерва (в 1970 году был создан свой резерв). В 1980 году группа была переименована в «Мобильный дивизионный отряд поддержки» (англ. Divisional Mobile Support Unit) после того, как двое её служащих были обвинены в похищении человека и убийстве: ими были Джон Уэйр и Билли Маккохи, которые позднее сознались, что их коллеги передавали незаконно оружие, информацию и даже автотранспорт лоялистам, а также сами занимались разработкой планов атак и взрывов. Со слов Уэйра, руководство в лице главного суперинтенданта Гарри Брина было в курсе подобных событий.

#### Расследования Стивенса[англ.]
Сэр Джон Стивенс, комиссар Службы столичной полиции, в трёх своих отчётах описал процесс сотрудничества ольстерских лоялистов с британской армией и полицией Ольстера. 18 апреля 2003 в своём третьем отчёте он опубликовал свои рекомендации по дальнейшим действиям. Он настаивал на строгом выполнении всех рекомендаций, которые были составлены на основе кратких и жёстких выводов по предыдущим отчётам. В своей автобиографии Стивенс утверждал, что ему пришлось через силу допрашивать многих офицеров и изучать материалы их дела, в том числе и дело детектива-суперинтенданта Мориса Нилли, разбившегося в авиакатастрофе в 1994 году в Шотландии.
Составление третьего отчёта велось с 1999 года, и в нём автор неоднократно ссылался на два предыдущих отчёта. В отчёте Стивенс обращал внимание на два убийства, в организации которых подозревалась Ольстерская полиция: убийство Брайана Адама Ламберта в 1987 году и Пэта Финукейна в 1989 году. Стивенс сделал вывод, основываясь на следующих критериях:
- Отказ вести учёт или хранить противоречивые данные, которые могли бы ограничить возможность опровергнуть серьёзные обвинения.
- Отсутствие отчётности, которое могло позволить остаться незамеченными действия или бездействия физических лиц.
- Сокрытие информации, которая могла помешать предотвращению преступлений и аресту подозреваемых.
- Незаконное вовлечение агентов в убийство, что подтверждало фактически причастность спецслужб к убийству[43].

Стивенсом была доказана де-факто причастность британских спецслужб к убийству. В 2004 году бывший лидер Ассоциации обороны Ольстера Кен Барретт признал себя виновным в этом преступлении. Отчёт же позволил арестовать ещё и Уильяма Стоби, ещё одного боевика Ассоциации обороны Ольстера, однако 12 декабря 2001 Стоби был застрелен неизвестными, коими оказались его же бывшие сослуживцы, которые пытались свалить вину на «Защитников Красной Руки».

#### Доклады полицейских омбудсменов
22 января 2007 полицейский омбудсмен Нуала О’Лоан в отчёте заявила, что информаторы Ольстерских добровольческих сил причастны к совершению ряда преступлений (в том числе и убийств), осознавая, кто является их заказчиком. В отчёте также утверждалось, что к совершению этих преступлений причастны и офицеры специального отдела Королевской полиции Ольстера, которые фальсифицировали показания и доказательства, запрещали проводить некоторые обыски и расследования, а также отправляли подставных лиц на допросы для введения следствия в заблуждение.
В 2009 году ожидалось появление публикации отчёта Королевской полиции Ольстера о теракте в Лохинайленде 1994 года, когда двумя неизвестными (предположительно, членами Ольстерских добровольческих сил) были расстреляны посетители паба в деревне Лохинайленд графства Даун (погибло 6 человек, 5 ранено). Предполагалось, что в отчёте будет раскрыта роль четырёх информаторов Королевской полиции Ольстера, которым было известно о намерениях лоялистов устроить бойню в пабе, и укажет на ошибки полиции, допущенные при расследовании этого дела (никто из лиц так и не был привлечён к уголовной ответственности). Однако публикация отчёта была отложена на неопределённый срок. Отчёт был опубликован впервые 24 июня 2011 года и содержал ряд претензий в адрес проведённого полицией расследования, однако отрицал факт какого-либо сговора между лоялистами и полицией. Автора отчёта, полицейского омбудсмена Эла Хатчинсона, подвергли разгромной критике, обвинив его в манипуляции информацией и попытке «обелить» полицию. Результаты отчёта были признаны недействительными, а Хатчинсон смещён со своей должности. 9 сентября 2016 года был опубликован второй отчёт, в котором приводилось больше доказательств того, что полиции было известно о готовящемся теракте, но та отказалась кого-либо задерживать, опасаясь раскрытия собственных осведомителей в рядах лоялистов. Считается, что из-за опасений перед последним полиция не смогла предотвратить теракт.

## Награды
С 1969 года офицерам Королевской полиции Ольстера за проявленные личные качества были вручены 16 медалей Георга, 103 Медали Королевы за отвагу, 111 благодарностей Королевы за отвагу и 69 полицейских медалей Королевы. 12 апреля 2000 Королевская полиция Ольстера была награждена Георгиевским крестом за храбрость: на таком уровне награда вручалась во второй раз (первый раз наградой был отмечен весь народ Мальты). По случаю награждения было сделано торжественное заявление:

За последние 30 лет Королевская полиция Ольстера стала оплотом (и одновременно главной целью) против подготовленной и жестокой террористической кампании. Силы полиции понесли тяжёлые потери, защищая обе части общества от опасности — 302 офицера погибли при исполнении обязанностей, и многие тысячи были ранены (причём серьёзно). Многие офицеры осуждаются своим же собственным обществом, другие вынуждены были оставить свои дома, опасаясь угроз себе и своим семьям. Поскольку Северная Ирландия достигает поворотного момента в своём политическом развитии, эта награда призвана увековечить совместную отвагу и верность службе всех тех, кто служил в Королевской полиции Ольстера и кто принял опасность и стресс, который был направлен на них самих и семьи.
Оригинальный текст (англ.)For the past 30 years, the Royal Ulster Constabulary has been the bulwark against, and the main target of, a sustained and brutal terrorism campaign. The Force has suffered heavily in protecting both sides of the community from danger – 302 officers have been killed in the line of duty and thousands more injured, many seriously. Many officers have been ostracised by their own community and others have been forced to leave their homes in the face of threats to them and their families. As Northern Ireland reaches a turning point in its political development this award is made to recognise the collective courage and dedication to duty of all of those who have served in the Royal Ulster Constabulary and who have accepted the danger and stress this has brought to them and to their families.

## Начальники
Начальником Королевской ирландской полиции изначально был генеральный инспектор (англ. Inspector-General), последним эту должность занимал сэр Томас Смит с 11 марта 1920 вплоть до разделения Ирландии в 1922 году. С 1922 по 1969 годы должность генерального инспектора Королевской полиции Ольстера занимали пять человек, последним из них был сэр Артур Янг, который ещё год проработал по заданию Лондонской полиции для контроля выполнений требований из отчёта Ханта. С 1970 года руководящая должность стала называться «главный констебль» (англ. Chief Constable), что было претворено в жизнь по требованиям в отчёте Ханта. До расформирования руководителями полиции побывали ещё шесть человек. Последним из них стал сэр Ронни Фланаган, который и стал первым начальником современной полиции Северной Ирландии.
Всего же на должности руководителя Королевской полиции Ольстера побывали 11 человек (в скобках рядом с именем указана дата вступления в должность):
- Генеральный инспектор сэр Чарльз Джордж Уикем[англ.] (июнь 1922 года)
- Генеральный инспектор сэр Ричард Пим[англ.] (август 1945 года)
- Генеральный инспектор сэр Альберт Кеннеди (январь 1961 года)
- Генеральный инспектор сэр Джей Энтони Пикок[англ.] (февраль 1969 года)[55]
- Генеральный инспектор сэр Артур Янг[англ.] (ноябрь 1969 года)
- Главный констебль сэр Грэм Шиллингтон[англ.] (ноябрь 1970 года)
- Главный констебль сэр Джеймс Бернард Фланаган[англ.] (ноябрь 1973 года)
- Главный констебль сэр Кеннет Ньюмен[англ.] (май 1976 года)
- Главный констебль сэр Джон Хэрмон[англ.] (январь 1980 года)
- Главный констебль сэр Хью Эннесли[англ.] (июнь 1989 года)
- Главный констебль сэр Ронни Фланаган[англ.] (октябрь 1996 года)[a]

## Система званий

### 1922—1930
- Генеральный инспектор (англ. Inspector-General), аналогичное звание в армии — бригадир
- Заместитель генерального инспектора (англ. Deputy Inspector-General, аналогичное звание в армии — полковник
- Инспектор графства (англ. County Inspector), аналогичное звание в армии — подполковник
- Окружной инспектор 1-го класса (англ. District Inspector 1st Class), аналогичное звание в армии — майор
- Окружной инспектор 2-го класса (англ. District Inspector 2nd Class), аналогичное звание в армии — капитан
- Окружной инспектор 3-го класса (англ. District Inspector 3rd Class), аналогичное звание в армии — лейтенант
- Главный майор-констебль (англ. Head Constable Major), аналогичное звание в армии — сержант-майор
- Главный констебль (англ. Head Constable), аналогичное звание в армии — штаб-сержант
- Сержант (англ. Sergeant), аналогичное звание в армии — сержант
- Констебль (англ. Constable), серийный номер

### 1930—1970
- Генеральный инспектор (англ. Inspector-General), аналогичное звание в армии — генерал-лейтенант
- Заместитель генерального инспектора (англ. Deputy Inspector-General), аналогичное звание в армии — генерал-майор
- Комиссионер (англ. Commissioner), аналогичное звание в армии — бригадир
- Инспектор графства (англ. County Inspector), аналогичное звание в армии — полковник
- Окружной инспектор 1-го класса (англ. District Inspector 1st Class), аналогичное звание в армии — подполковник
- Окружной инспектор 2-го класса (англ. District Inspector 2nd Class), аналогичное звание в армии — майор
- Окружной инспектор 3-го класса (англ. District Inspector 3rd Class), аналогичное звание в армии — капитан
- Главный майор-констебль (англ. Head Constable Major), аналогичное звание в армии — сержант-майор
- Главный констебль (англ. Head Constable), аналогичное звание в армии — штаб-сержант
- Сержант (англ. Sergeant), аналогичное звание в армии — сержант
- Констебль (англ. Constable), серийный номер

С 1970-х годов эквивалентные воинские звания заменены эквивалентными полицейскими званиями.

### 1970—2001
- Главный констебль (англ. Chief Constable)

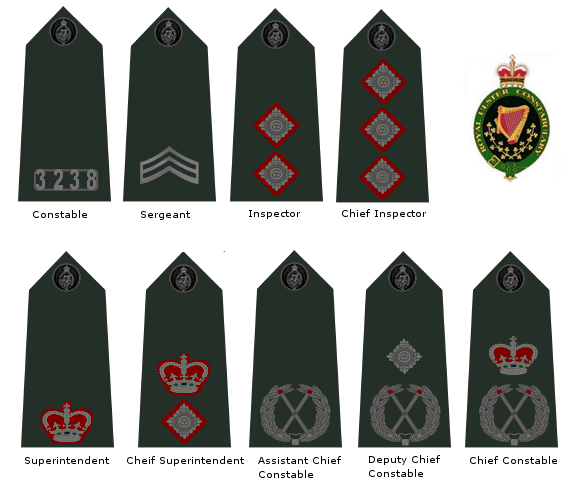
Погоны сотрудников Королевской полиции Ольстера (1970—2001)

- Заместитель главного констебля (англ. Deputy Chief Constable)
- Помощник главного констебля (англ. Assistant Chief Constable)
- Главный суперинтендант (англ. Chief Superintendent)
- Суперинтендант (англ. Superintendent)
- Главный инспектор (англ. Chief Inspector)
- Инспектор (англ. Inspector)
- Сержант (англ. Sergeant)
- Констебль (англ. Constable)
- Констебль запаса (англ. Reserve Constable)[56]

## Вооружение
На вооружении полицейских состояло огнестрельное оружие с возможностью ведения одиночного и непрерывного огня.
- 6-зарядный револьвер Ruger Security Six (.38 Special)
- Самозарядный пистолет Walther PP (.32 ACP)
- Пистолет-пулемёт HK MP5 (9×19 мм Парабеллум)
- Автомат HK G3 (7,62 × 51 мм НАТО)
- Самозарядная винтовка Ruger Mini-14 (5,56 × 45 мм НАТО)

В качестве транспорта полиция использовала автомобили Land Rover Tangi и бронеавтомобили Shorland.

## Комментарии
1. ↑  Полномочия сложил в ноябре 2001 года, с апреля 2002 года — главный констебль Полицейской службы Северной Ирландии